# Kraftwerk Stroppel
Das Kraftwerk Stroppel ist ein Laufwasserkraftwerk an der Limmat am Limmatspitz im Gebiet Stroppel der Gemeinde Untersiggenthal im Kanton Aargau. Das Kleinwasserkraftwerk gehört der Firma Axpo Kleinwasserkraft AG. Die ehemalige Zwirnerei Stroppel gilt als authentisch erhaltene Industrieanlage aus der Gründerzeit der Textilindustrie und steht unter Denkmalschutz.

## Geschichte

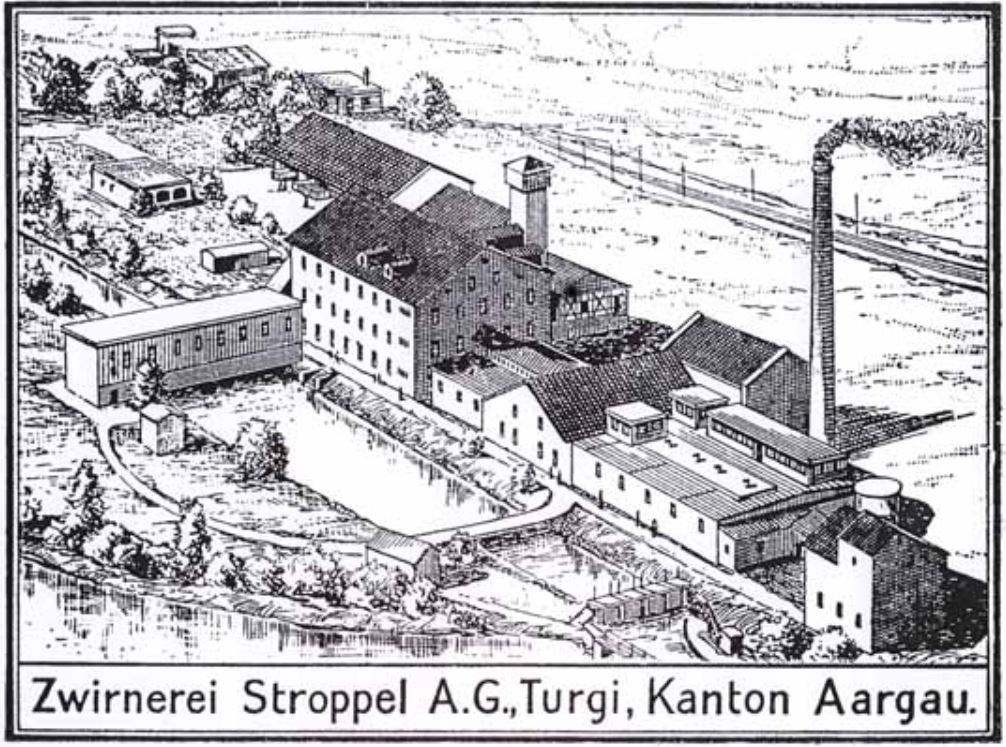
Zwirnerei mit Kraftwerk, vor 1938

Der Zürcher Nähfadenpionier Emil Escher-Hotz liess von 1868 bis 1869 im Stroppel, an der Mündung der Limmat in die Aare, eine Baumwollfärberei-Zwirnerei erstellen. Die Zwirnmaschinen wurden mit mechanischer Wasserkraft der Limmat betrieben. 1906 verkauften seine Erben das Unternehmen an die schottische Firma J. & P. Coats Limited, Glasgow. Zwischen 1907 und 1908 gründete Coats die Zwirnerei Stroppel AG. Sie bauten 1908 eine neue Kraftwerksanlage mit zwei Francis-Turbinen von Rieter und zwei Generatoren von BBC, um den Textilbetrieb elektrifizieren zu können. Das heutige Kraftwerk ist ein flach gedecktes Gebäude (unverputzter Kalksandstein), das aus einem dreikammrigen Turbinenhaus von 1932 und einem südwestlich anschliessenden Generatorenhaus von 1908 besteht. 
Die Coats Stroppel AG stellte die Produktion in den 1980er Jahren ein (Zwirnerei 1985), legte das Wasserkraftwerk still und widmete sich dem Handel mit Mercerieprodukten. Die historische Fabrikanlage wurde 1995 mit dem Kraftwerk von der Proma Energie AG, Untersiggenthal, übernommen.
Die bestehenden zwei Maschinengruppen wurden 1997 mit einer Kaplan-Turbine in der bisher leeren dritten Turbinenkammer ergänzt. Die ursprüngliche mechanische Kraftübertragung (offene Übertragungsgetriebe, mechanische Regler) blieb erhalten.
Der Regierungsrat des Kantons Aargau erteilte im Jahr 2000 dem Kraftwerk Stroppel, Untersiggenthal, eine neue Konzession. Dies ermöglichte der Proma Energie AG, das Kleinkraftwerk sanft auszubauen, um es weitere 70 Jahre wirtschaftlich nutzen zu können. Mit der technischen Verbesserung mittels einer leichten Erhöhung der Ausbauwassermenge sowie des Nutzgefälles um rund 0,3 m (Stauzielerhöhung) konnte die Energieproduktion um rund 15 % gesteigert werden. 
Das Kraftwerk Stroppel hat das Recht 7/12 und das Kraftwerk Gebenstorf 5/12 des Limmatwassers zu nutzen. Das Nutzwasser wird von der Limmat in einen Industriekanal ausgeleitet. Der Oberwasserkanal am rechten Limmatufer wird durch ein 400 m langes Streichwehr (Flussmitte) gebildet.
Der empfindlichen Lage des Kraftwerks im Landschafts- und Auenschutzgebiet des Wasserschlosses wurde mit verschiedenen ökologischen Begleitmassnahmen um die Anlage Rechnung getragen: Bei Hochwasser wird der Betrieb des Kraftwerkes ausgesetzt, um die Auendynamik zu verbessern. Der alte Limmatarm bei der Stroppelinsel wird wieder durchflossen, womit der Unterwasserkanal wieder mit der Limmat vernetzt ist.
Die Proma Energie AG übergab 2008 ihr gesamtes Wasserkraft-Portfolio an die Elaqua AG in Glattbrugg (vormals Kraftwerke der Lorze AG), damals Partnerin der Axpo AG. Die Elaqua AG ging 2011 ganz in den Besitz der Axpo Kleinwasserkraft AG über.
Für die neue Betriebskonzession von 40 Jahren musste 2011 ein neues Umgehungsgerinne für den Fischaufstieg gebaut werden. Das Kleinwasserkraftwerk Stroppel wurde 2014 durch die Axpo Kleinwasserkraft AG mit zwei neuen Francis-Turbinen und Generatoren ausgestattet, welche die Turbinierung von bis zu 33'000 Litern pro Sekunde erlauben und eine Leistung von bis zu 900 Kilowatt erbringen können.

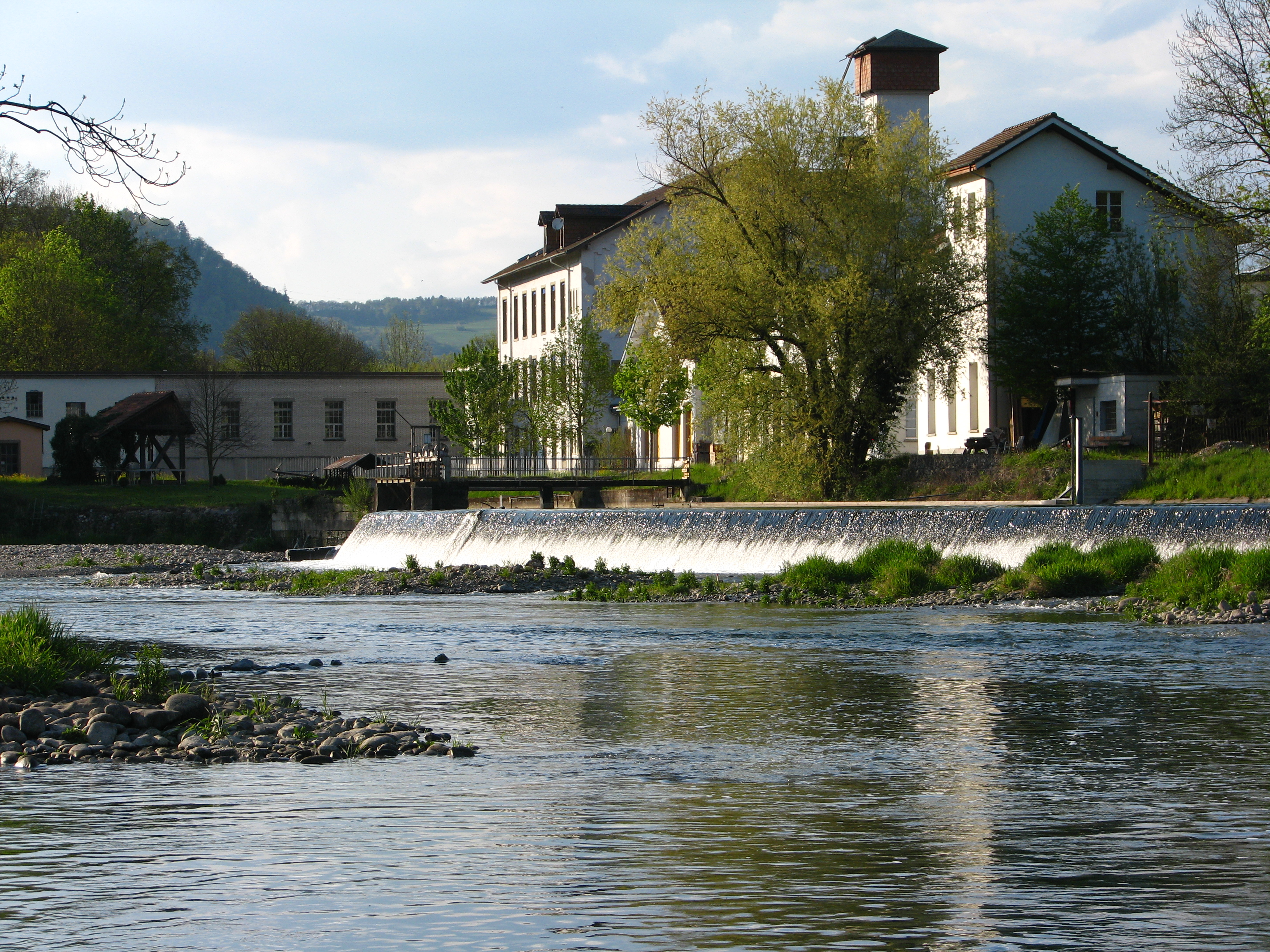
Kraftwerk mit Wehr und ehemaliger Zwirnerei

## Heutige Produktion
Das Kraftwerk Stroppel erzeugt mit den drei Maschinengruppen eine mittlere Jahresproduktion von rund 3,8 GWh und deckt den Bedarf von rund 800 Haushalten. Die Sommer-Restwassermenge in der Limmat erreicht zusammen mit dem gegenüberliegenden Kraftwerk Gebenstorf bei Niederwasser rund 10 m³/s. Die beiden Kraftwerke haben zusammen eine Wassernutzung von 57 m³/s.